# Portico e San Benedetto
Portico e San Benedetto (Pôrtic e San Bandét in romagnolo) è un comune italiano sparso di 740 abitanti della provincia di Forlì-Cesena, nella vallata del Montone, facente parte della Comunità montana Acquacheta Romagna Toscana. Il comune comprende tre centri abitati principali:
- Portico di Romagna, sede comunale, a 36 chilometri da Forlì
- San Benedetto in Alpe, a 48 chilometri da Forlì
- Bocconi, intermedio tra le due località precedenti

## Storia

### Portico

Panorama di Portico

Il nome dell'abitato principale  deriva dal latino porticum, cioè luogo di mercato. La storia di Portico in epoca medievale è legata alle vicende delle famiglie dominanti: i conti Guidi, Visconti di Milano e quelle della repubblica fiorentina in lotta per il dominio dell'Italia centro-settentrionale. Nel 1386 fu definitivo il passaggio a Firenze, diventando poi la capitale della Romagna Toscana. La struttura urbanistica medievale del borgo fu suddivisa su tre piani sovrastanti distinti ma uniti da passaggi, che si conservano ancor oggi in buono stato. La parte alta era costituita dal castello, del quale non rimane altro che una torre, dalla pieve e dal palazzo del podestà. Nel piano intermedio erano localizzati i portici e i palazzi nobiliari, tra cui il palazzo Portinari.  Presso palazzo Traversari nacque invece Ambrogio, importante figura della cultura umanistica del quattrocento fiorentino. Il piano inferiore invece si articolava lungo il fiume, dove erano situate le case di popolani e artigiani ricavate nella cinta muraria. Ai quattro punti cardinali del paese altrettante torri fungevano da vedette al castello. Esse finirono col divenire poi ripostigli per gli attrezzi da lavoro o rondinaie.

### Bocconi
L'abitato di Bocconi, chiamato in origine Corte di Castello Bauroni, dipendeva dalla parrocchia di San Lorenzo alla Bastia, detta in passato San Lorenzo in Planicorio. Planicorio consisteva probabilmente nel Castrum Plani, posseduto nel 1371 dal conte Roberto di Battifolle. Il comune di Boccone viene menzionato in un documento del 1411 redatto a Portico. Intorno al 1429 si dota di statuti propri, simili a quelli degli altri due abitati. Nel 1868 una frana sommerge la chiesa, la canonica, il cimitero ed il podere di Carpine. Con una delibera comunale si stabilisce che la parrocchia non venga ricostruita. Venne quindi eretta la chiesa di San Lorenzo al castello di Bocconi nel 1883, sulle rovine dell'oratorio di San Giovanni, che assorbì quella di Bastia e quella di Carpine. Bocconi assunse quindi sempre più importanza, soprattutto in seguito alla costruzione della carrozzabile Tosco Romagnola.

### San Benedetto in Alpe
La storia di San Benedetto in Alpe è collegata a quella dell'omonima abbazia, costruita intorno all'anno 1000 dai monaci benedettini di Cluny.  Le prime case sorgono intorno all'abbazia e prendono il nome di Biforco, poiché poste vicino all'incrocio dei torrenti Acquacheta, Rio Destro e Troncalosso. Più a valle si aggiunsero i mulini ed un ospizio per accogliere i viandanti. A monte vennero realizzati un pecorile ed un caprile, di proprietà del monastero, ed un vignale. La metà del XIV secolo segna l'inizio della decadenza del monastero. Nel 1499 Papa Alessandro VI abolisce l'ordine benedettino nell'abbazia e vi introduce l'ordine di Vallombrosa, che rimarrà fino al 1529, quando venne annessa al collegio di San Lorenzo in Firenze. Col secondo declino dell'abbazia di San Benedetto l'abitato divenne comune indipendente e si avviò un notevole sviluppo artigianale. Dal 1440 la Signoria di Firenze ne acquistò la giurisdizione, prima con i Medici, poi coi Lorena. L'incuria del tempo causano intanto il crollo dell'abside e di parte della cappella sinistra. I lavori di restauro non la ricostruirono secondo le precedenti linee architettoniche ma la spostarono sulla destra, demolendo parte del chiostro.
Nel 1775 il comune di San Benedetto e quello di Portico si unirono per motivi economici ed amministrativi.

## Monumenti e luoghi d'interesse

### Portico di Romagna
- La torre medievale, resto dell'antico castello fortificato dei Guidi.
- La pieve di Santa Maria in Girone è  ubicata sulla sommità del paese, nel cosiddetto Girone (sperone roccioso), su cui anticamente trovava posto il Castello fortificato dei Conti Guidi per il quale fungeva da cappella. Il primo edificio risaliva all'anno 1000, ma venne interamente ricostruita nel 1776. L'interno, in stile settecentesco toscano, è valorizzato da alcune tele di scuola romagnola risalenti al XVIII secolo quali: una Madonna col Bambino con San Francesco e Santa Lucia, la Madonna Assunta con i Santi Ruffillo e Caterina, un'Ultima Cena, una Madonna col Bambino con San Giacomo e San Vincenzo e L'annuncio dell'Angelo a San Giuseppe.
- La torre dell'orologio, anch'essa una delle torri difensive del castello, che sovrasta una stretta scala realizzata nel XV secolo, che da Piazza Santa Maria in Girone conduce di fronte a Palazzo Mazzoni.
- Palazzo Mazzoni, eretto tra il XVII e il XVIII secolo, situato accanto alla chiesa della Compagnia.
- Palazzo Portinari. Sul retro dell'edificio è presente una torretta a base circolare.
- Palazzo Traversari, locato in Via Roma, fu di proprietà dei nobili Traversari di Ravenna, rifugiatisi a Portico in seguito a lotte politiche. Vi nacque Ambrogio Traversari, priore generale dell'ordine dei camaldolesi e umanista del Quattrocento fiorentino.
- La chiesa della Compagnia o Santuario della Beata Vergine del Sangue, che conserva un dipinto su tela di scuola fiamminga del XVI secolo, oltre che due paliotti in scagliola di scuola romagnola del 1717 e una Madonna del Sangue dipinta su legno, opera di Lorenzo di Credi.
- Via Borgo al Ponte è una delle caratteristiche strade che dal paese conducono al Ponte della Maestà, collegando il piano intermedio del paese con quello inferiore.
- Il Ponte della Maestà, ponte ad arcata unica che scavalca il fiume Montone. Vanta ancora la sua pavimentazione originale risalente al XIV secolo. Si conclude di fronte ad un piccolo oratorio, detto della Visitazione.

### Bocconi

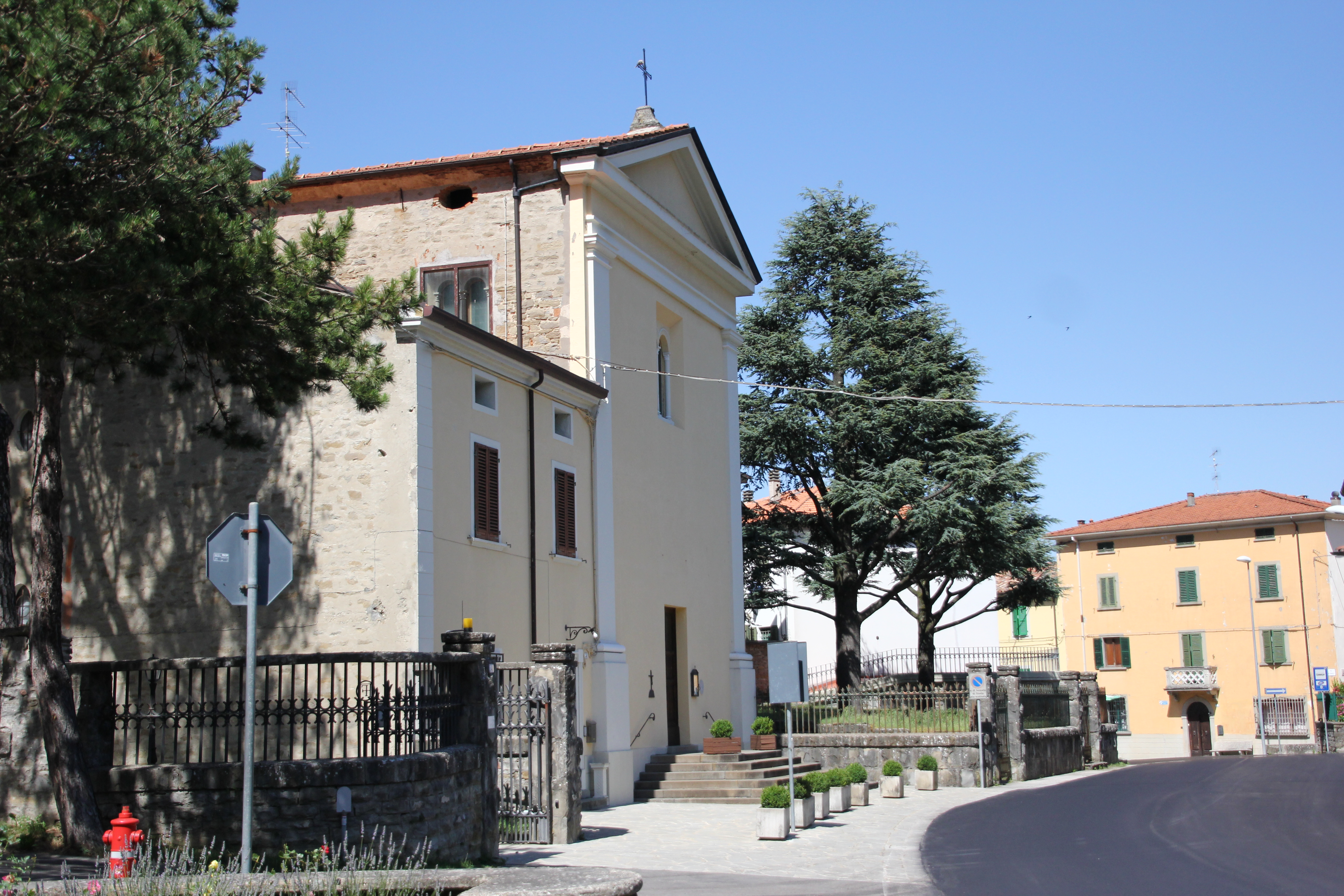
La chiesa di Bocconi

- La torre Vigiacli, cioè delle guardie, intorno al quale si sviluppò il paese. Venne costruita tra il XV e il XVI secolo circa.
- La chiesa di San Lorenzo, edificata nel 1883, ornata dalla tela del Battesimo di Gesù dei XVII secolo.
- Il ponte della Brusìa, a schiena d'asino, articolato su tre arcate, risalente al XVIII secolo.
- Il borgo medievale della Bastìa, che si articola intorno all'antico castello, su cui ora sorge una croce di ferro.

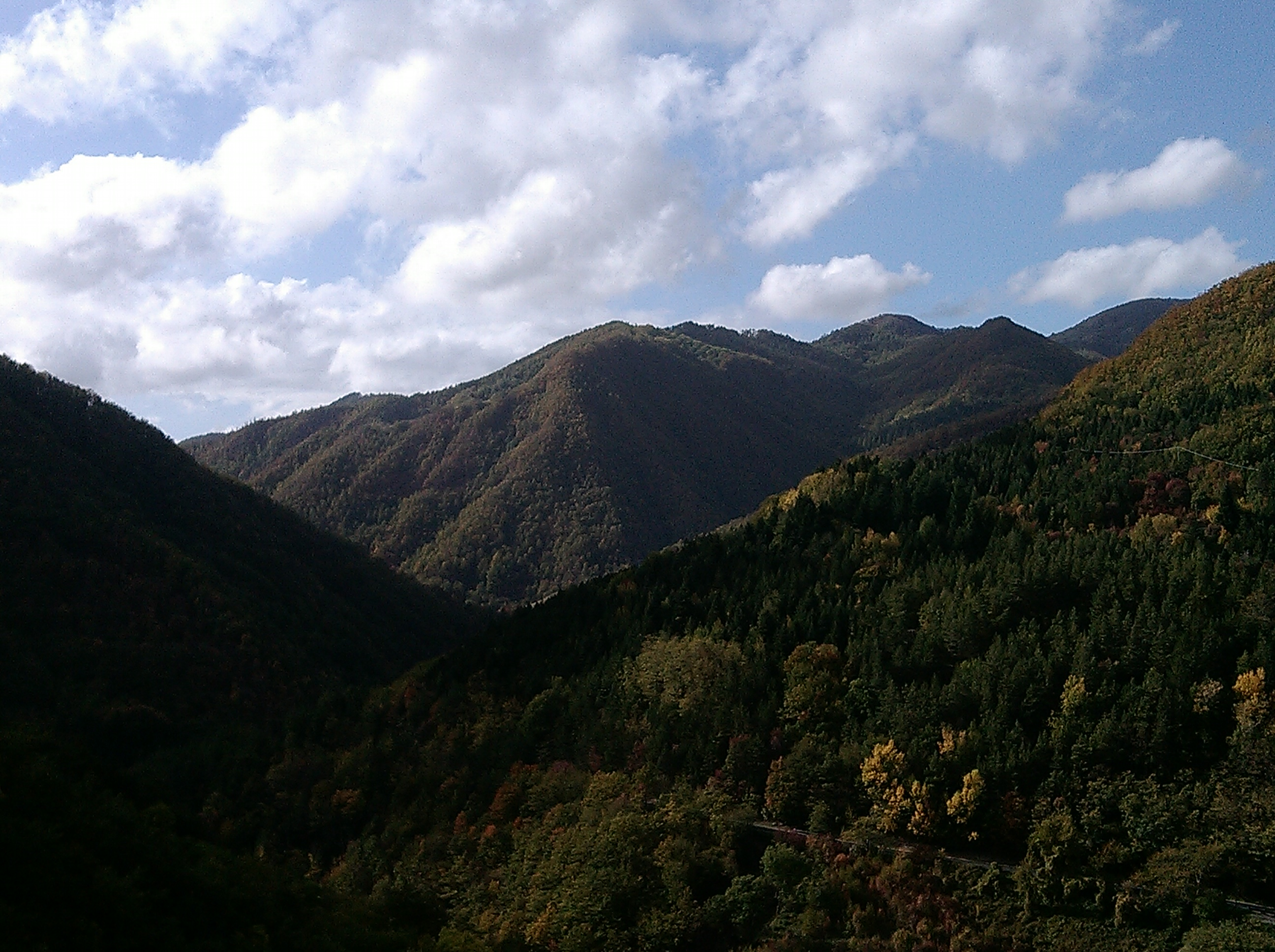
Veduta dei Monti a Bocconi (Forlì)

### San Benedetto in Alpe
- La cascata dell'Acquacheta, citata anche da Dante nella Divina Commedia (Inf. XVI, 100-101).
- L'abbazia di San Benedetto, chiesa di origine medievale, che di quel periodo conserva la cripta, di cui una parte attualmente in scavo, e resti del chiostro.
- Pian dei Romiti, una prateria lungo cui scorre il torrente Acquacheta dove si trovano i ruderi di un agglomerato di case rurali risalenti al XVII secolo.

## Società

### Evoluzione demografica
Abitanti censiti

### Etnie e minoranze straniere
Secondo i dati ISTAT al 31 dicembre 2010 la popolazione straniera residente era di 52 persone. Le nazionalità maggiormente rappresentate in base alla loro percentuale sul totale della popolazione residente erano:
- Burkina Faso 18 2,25%

## Amministrazione
Di seguito è presentata una tabella relativa alle amministrazioni che si sono succedute in questo comune.
| Periodo        | Periodo        | Primo cittadino | Partito              | Carica  | Note  |
| -------------- | -------------- | --------------- | -------------------- | ------- | ----- |
| 8 giugno 1985  | 30 maggio 1990 | Alberto Manni   | Democrazia Cristiana | Sindaco | [ 6 ] |
| 30 maggio 1990 | 24 aprile 1995 | Alberto Manni   | Democrazia Cristiana | Sindaco | [ 6 ] |
| 24 aprile 1995 | 14 giugno 1999 | Angiolino Mini  | centro-sinistra      | Sindaco | [ 6 ] |
| 14 giugno 1999 | 14 giugno 2004 | Angiolino Mini  | centro-sinistra      | Sindaco | [ 6 ] |
| 14 giugno 2004 | 8 giugno 2009  | Mirko Betti     | centro-sinistra      | Sindaco | [ 6 ] |
| 8 giugno 2009  | 26 maggio 2014 | Mirko Betti     | centro-sinistra      | Sindaco | [ 6 ] |
| 25 maggio 2014 | 27 maggio 2019 | Luigi Toledo    | centro-sinistra      | Sindaco | [ 6 ] |
| 27 maggio 2019 | in carica      | Maurizio Monti  | lista civica         | Sindaco | [ 6 ] |